# Rankin (Pensilvania)
Rankin es un borough ubicado en el condado de Allegheny en el estado estadounidense de Pensilvania. En el año 2000 tenía una población de 2.315 habitantes y una densidad poblacional de 1,787.7 personas por km².

## Geografía
Rankin se encuentra ubicado en las coordenadas 40°24′40″N 79°52′44″O / 40.41111, -79.87889.

## Demografía
Según la Oficina del Censo en 2000 los ingresos medios por hogar en la localidad eran de $13,832 y los ingresos medios por familia eran $18,625. Los hombres tenían unos ingresos medios de $30,000 frente a los $21,302 para las mujeres. La renta per cápita para la localidad era de $9,946. Alrededor del 45% de la población estaba por debajo del umbral de pobreza.